# Bitwa pod Ichi-no-Tani
Bitwa pod Ichi-no-Tani (jap. 一ノ谷の戦い Ichi-no-tani no tatakai) – bitwa, która miała miejsce 20 marca 1184 r. (koniec okresu Heian) w prowincji Settsu, w Japonii. Była jedną z bitew wojny Genpei (1180–1185), prowadzonej przez rody Taira i Minamoto.

## Tło
Po porażce pod Kurikarą siły Tairów musiały wycofać się na wschód, opuszczając stolicę Heian-kyō. Emerytowany cesarz Go-Shirakawa, pod pozorem pielgrzymki, wymknął się Tairom i przeszedł na stronę Minamotów. Tairowie ustanowili jednak bezpieczną bazę w Yashimie, na wyspie Kiusiu, dokąd zabrali małoletniego cesarza Antoku. Yoshinaka Minamoto wysłał przeciw nim armię, która została jednak rozbita w bitwie pod Mizushimą. Yoshinaka zawrócił do stolicy i wdał się w spiski, które doprowadziły do konfliktu między nim a jego kuzynem Yoritomo, zakończonego niepowodzeniem.
Walki wewnętrzne wśród Minamotów dały Tairom czas na odbudowanie morale, zachwianego na skutek ucieczki ze stolicy. Tairowie umocnili się na wschodzie, gdzie kontrolowali wiele miejscowości na obu brzegach Morza Wewnętrznego. Silna flota pozwalała im panować na wschodzie akwenu i swobodnie przerzucać wojska z jednego brzegu na drugi. Wysłali więc armię, która wylądowała w regionie zatoki Kojima (okolice dzisiejszej Okayamy), skąd mogła zagrozić Heian-kyō od wschodu, a następnie kolejne siły, które przeprowadziły desant w prowincji Settsu, koło dzisiejszego Kobe.

## Pozycja Tairów
Cesarz Go-Shirakawa, licząc na odzyskanie klejnotów cesarskich, obiecywał Tairom zawieszenie broni, jeśli tylko zwrócą regalia – był to jednak tylko wybieg, ponieważ równocześnie wysłał armię Minamotów przeciw wojskom Tairów. Wojska Minamotów wyruszyły ze stolicy najprawdopodobniej 12 marca, kierując się na wschód, ale nie będąc pewnym pozycji wroga. Desant Tairów w Settsu, między Ichi-no-Tani a Fukuharą, miał miejsce najprawdopodobniej 14 marca. Po wylądowaniu zaczęli umacniać się, tworząc ufortyfikowane obozy pomiędzy tymi miejscowościami. Ichi-no-Tani leżące w wąskim (miejscami tylko na kilkadziesiąt metrów) przesmyku między górami a morzem było naturalnie obronną pozycją, zwłaszcza gdy silna flota Tairów broniła morskiej flanki.

## Przebieg bitwy
Yoshitsune Minamoto dotarł w okolice pozycji Tairów 18 marca i pobił ich we wstępnym boju. Następnie podzielił swoje siły na dwie grupy. Pierwsza, na którą składała się większość sił dowodzona przez Noriyori Minamoto, miała zaatakować wysunięte na wschód oddziały Tairów w lesie w pobliżu chramu Ikuta na wschód od Fukuhary. Z drugą grupą, składającą się z nie więcej niż 100 jeźdźców, udał się nocą przez góry na stromą grań nad pozycją Tairów w Ichi-no-Tani od strony zachodniej. Strome klify uważane były za niemożliwe do przejścia. Yoshitsune miał rzekomo sprawdzić, czy jest możliwy atak w dół zbocza, wysyłając przodem dwa konie z małpami w roli jeźdźców. Gdy o świcie 20 marca oddziały Noritomo zaczęły spychać Tairów spod Ikuty i Fukuhary, samurajowie Yoshitsune uderzyli, szarżując w dół klifu (nie mogli sobie pozwolić, by małpy okazały się lepszymi jeźdźcami od nich). Zaskakującym atakiem zdobyli obóz i podpalili go, powodując panikę wśród wojsk Tairów.
W walce śmierć poniósł Tadamori Taira, a dowodzący wschodnim skrzydłem Shigehira Taira dostał się do niewoli. Tairowie stracili około tysiąca zabitych i jeńców z prawdopodobnie ok. 5 tys. żołnierzy (opisy mówiące o dwudziestotysięcznej armii pod Ichi-no-tani są na pewno przesadzone). Około 3 tys. wojowników zdołało ujść na statki i odpłynąć do Yashimy. Siły Minamotów są nieznane, ale prawdopodobnie liczyły ok. 3 tys. żołnierzy. Bitwa pod Ichi-no-Tani jest znana także z wielu toczonych w niej pojedynków pomiędzy wojownikami obu rodów, zwłaszcza na plaży, gdy Tairowie ładowali się na statki. Do najsłynniejszych wydarzeń tej bitwy należy śmierć młodego Atsumori Taira, który zginął z ręki Naozane Kumagai (który wcześniej stracił na wojnie syna w wieku Atsumoriego).

## Galeria

Bitwa pod Ichi-no-Tani
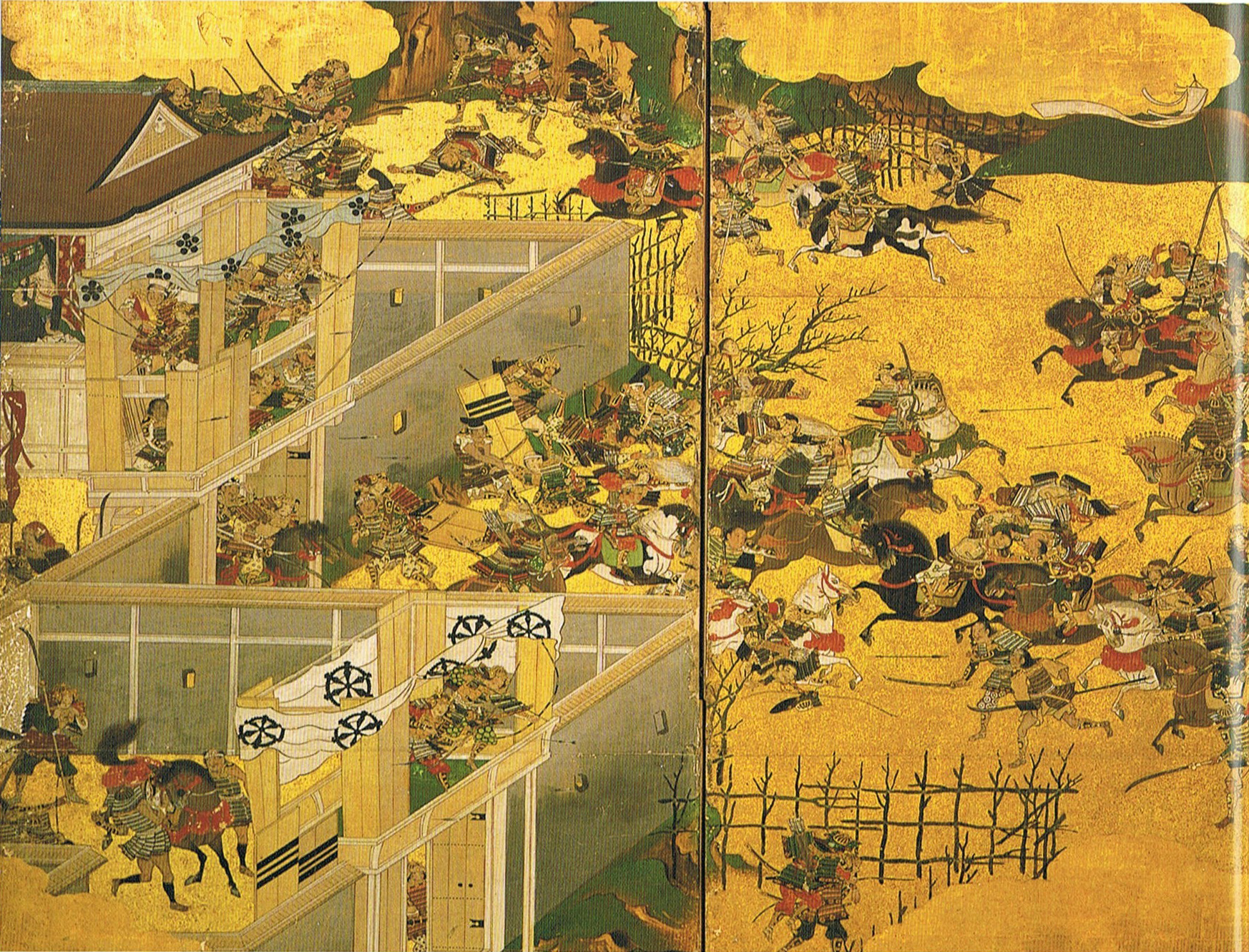
Scena z bitwy
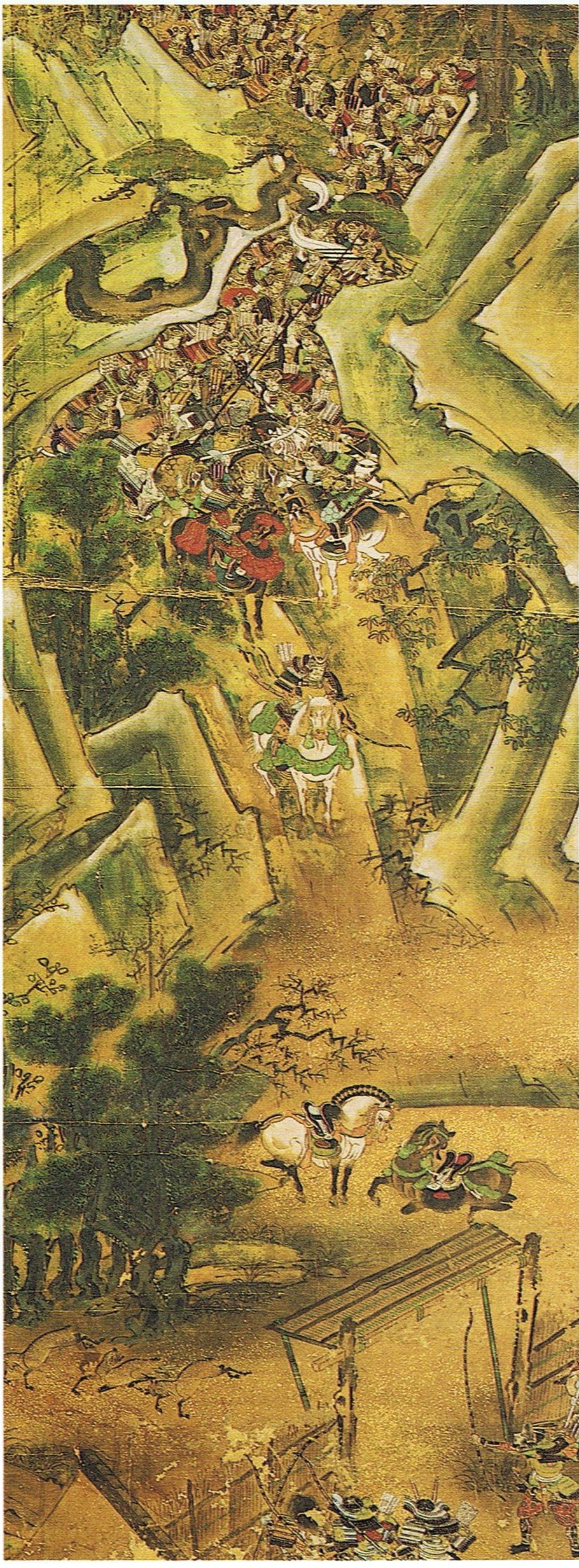
Atak w dół zbocza na obóz Tairów
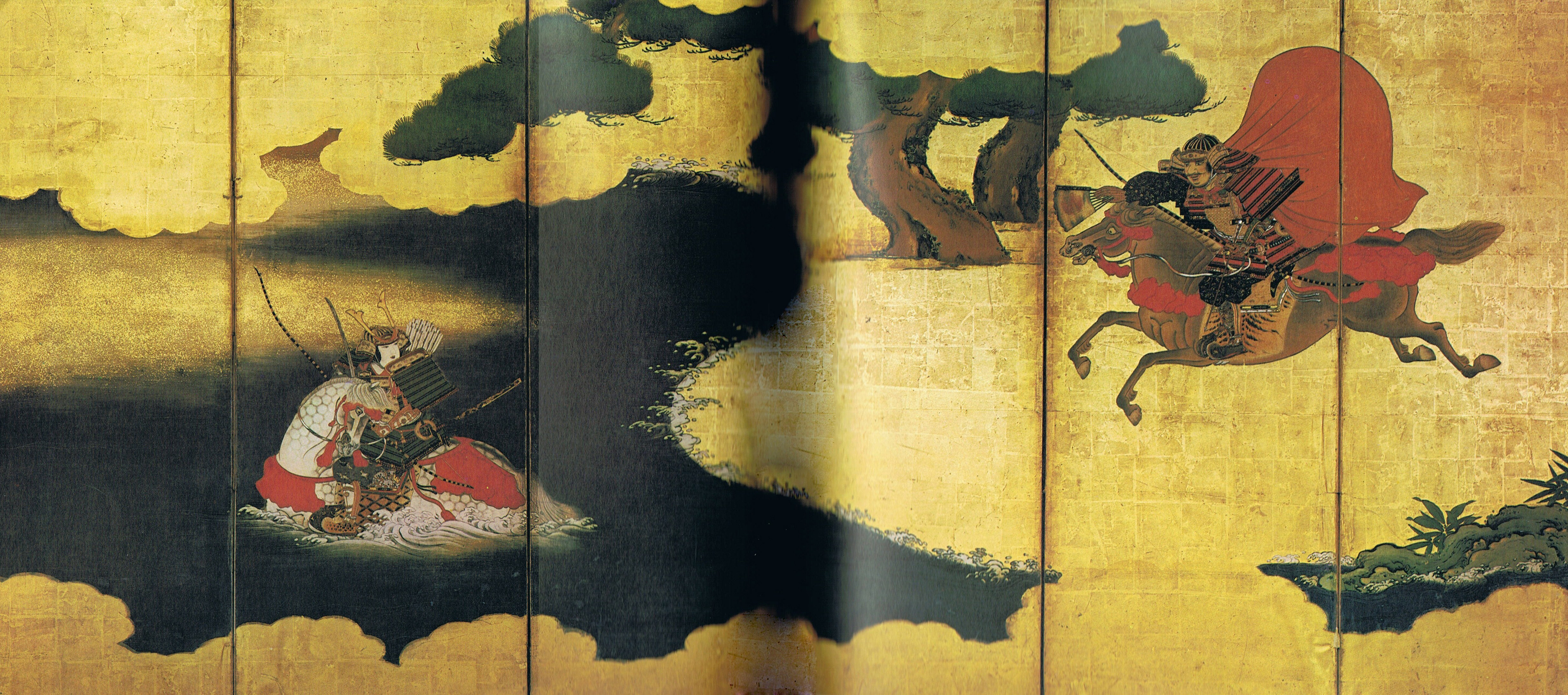
Pojedynek pomiędzy Atsumorim (po lewej) i Naozane (malowidło na parawanie, autor nieznany)
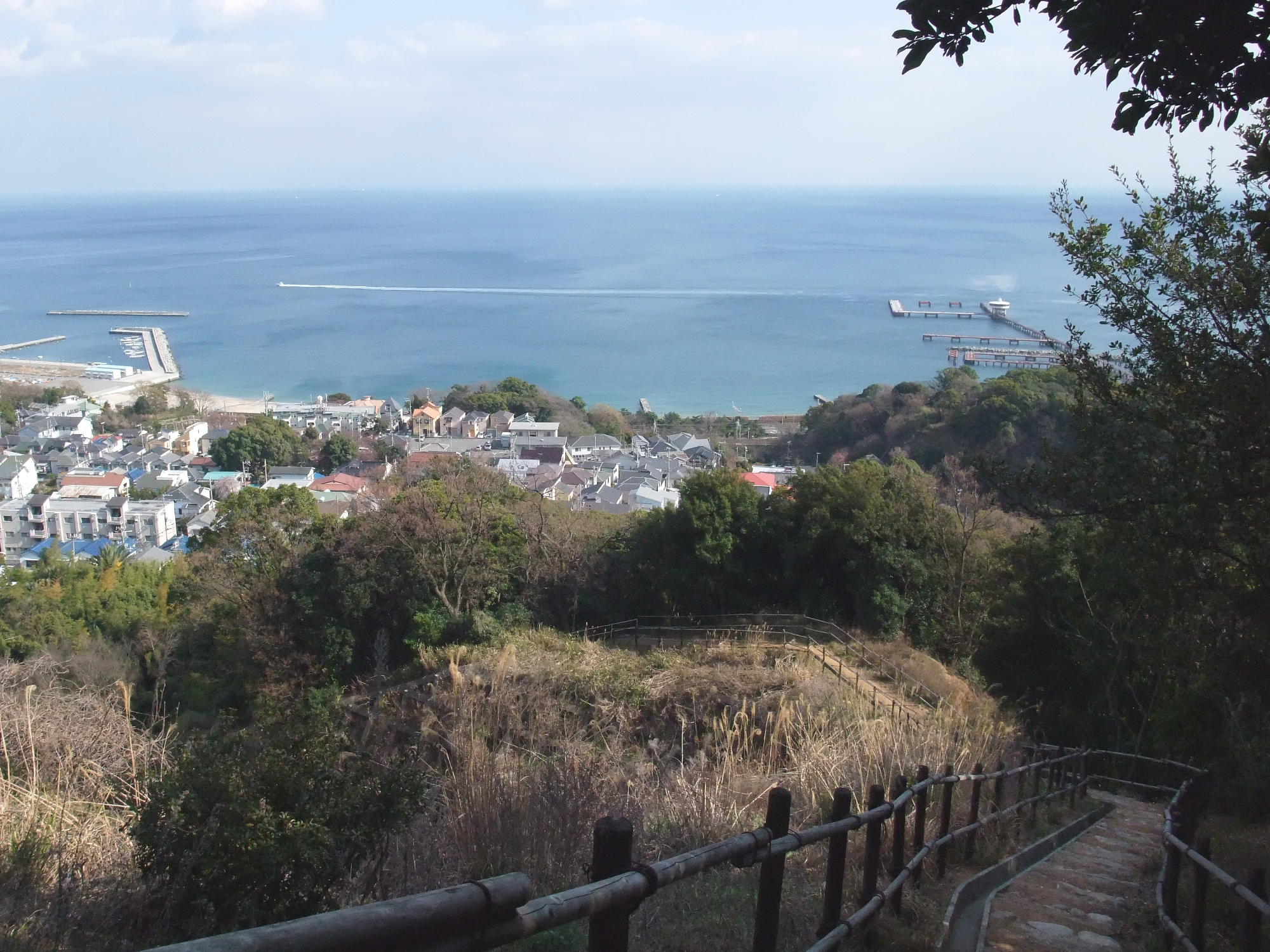
Dzisiejszy widok wąskiego pasa wybrzeża, gdzie rozegrała się bitwa
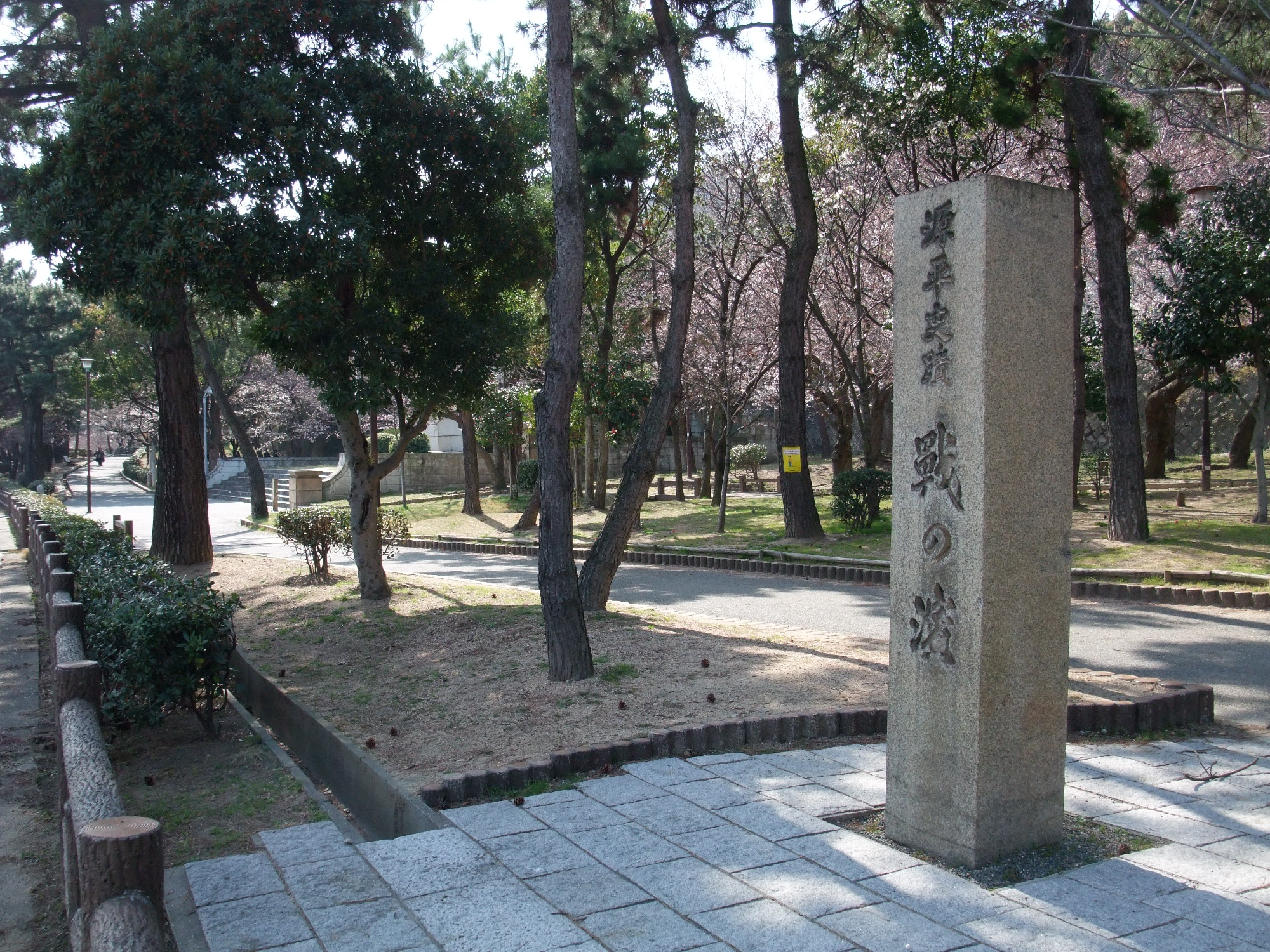
Pomnik na miejscu bitwy